# Campus Escultórico de la Universidad Politécnica de Valencia
El Campus Escultórico de la Universidad Politécnica de Valencia (UPV) es un espacio de arte, que se encuentra ubicado en tres campus de la UPV (Campus de Vera, Campus de Alcoy y Campus de Gandía), en el que se recoge de forma permanente la obra de más de medio centenar de prestigiosos artistas tanto de ámbito nacional como internacional.
La idea de la creación de este campus escultórico tiene su origen en los años 80, cuando el rector de la UPV era Justo Nieto. Con el Campus Escultórico se trataba de acercar  la escultura y al artista a la gente no relacionada directamente con el arte. El Campus Escultórico se convertía además en un espacio real en el que los artistas podían compartir y medirse, al tiempo que se trataba también de conseguir un diálogo entre las obras y el entorno en el que se ubicaban.
De entre los artistas que han colaborado en la construcción de este Campus Escultórico tenemos: Esteve Edo, Alberto Sánchez, Jorge Oteiza, Eusebio Sempere, Martín Chirino, Manolo Valdés, Joan Cardells, Pablo Serrano, así como profesores de la Facultad de Bellas Artes de la UPV.
La pieza más antigua es la titulada Sunbilla, obra  de Néstor Basterretxea, hecha en acero y datada de 1965, mientras que una de las más recientes es Mindstorms de Joan Llavería, datada entre 2004-2012 y hecha con mecano de acero.
Entre las obras que componen este Campus escultórico tenemos:

## Campus de Vera
| Nº | Nombre                                  | Autor                        | Material                          | Fecha     | Imagen |
| -- | --------------------------------------- | ---------------------------- | --------------------------------- | --------- | ------ |
| 1  | Sunbilla                                | Néstor Basterretxea          |                                   | 1965      |        |
| 2  | Estela                                  | Néstor Basterretxea          |                                   | 1975      |        |
| 3  | Pórtico                                 | Emilio Escobar Loret de Mola |                                   | 1994      |        |
| 4  | Muchacha en jarras                      | Manuel Silvestre de Edeta    | Bronce                            | 2001      |        |
| 5  | Cósmico Demiurgo                        | Nassio Bayarri               |                                   | 1997      |        |
| 6  | Cósmico Geométrico                      | Nassio Bayarri               |                                   | 1989      |        |
| 7  | Homenaje al Vicerrector J. Manuel Benet | Nassio Bayarri               |                                   | 1989      |        |
| 8  | Hombre saliendo de una Caja Espacial    | Nassio Bayarri               |                                   | 1975      |        |
| 9  | Cimall                                  | Miquel Navarro               |                                   | 1992      |        |
| 10 | Tótem                                   | Uiso Alemany                 |                                   | 2002      |        |
| 11 | Lacre                                   | Julián Abril                 | Hierro y piedra                   | 1991      |        |
| 12 | Torso                                   | Vicente Ortí                 |                                   | 2000      |        |
| 13 | Toro Rojo                               | Alberto Sánchez              |                                   | 1962      |        |
| 14 | Pascua                                  | Michael Warren               |                                   | 2000      |        |
| 15 | Obelisco                                | Lorenzo Frechilla            |                                   | 1990      |        |
| 16 | Otoño                                   | Gerardo Rueda                |                                   | 1992      |        |
| 17 | Velero                                  | Adolfo Schlosser             |                                   | 1995      |        |
| 18 | Murmullos del Bosque                    | Miguel Molina                |                                   | 2000      |        |
| 19 | Mindstorms                              | Joan Llavería                |                                   | 2004-2012 |        |
| 20 | Gades, la dança 2001                    | Antonio Miro                 |                                   | 2001      |        |
| 21 | S/T                                     | Edgar Negret                 |                                   | 1992      |        |
| 22 | Alegoría de mujer                       | Ciriaco                      |                                   | 2005      |        |
| 23 | Alcudia                                 | Miguel Berrocal              |                                   | 1996      |        |
| 24 | Tres verticales                         | Joan Bordes                  |                                   | 1992      |        |
| 25 | Móvil                                   | Eusebio Semper               |                                   | 1971      |        |
| 26 | Homenaje a la doctora Juana Portaceli   | José Esteve Edo              |                                   | 2007      |        |
| 27 | Edges I                                 | Diesco                       |                                   | 1990      |        |
| 28 | Integración                             | Marcel Martí                 |                                   | 1991      |        |
| 29 | Crónica del viento                      | Martín Chirino               |                                   | 1991      |        |
| 30 | Unidad Yunta                            | Pablo Serrano                |                                   | 1970      |        |
| 31 | Homenaje a Manolo Gil                   | Jorge Oteiza                 |                                   | 1989      |        |
| 32 | Paloma                                  | José esteve Edo              |                                   | 1989      |        |
| 33 | Vuelo                                   | José Luis Sánchez            |                                   | 1996      |        |
| 34 | Reina Mariana                           | Manolo Valdés                |                                   | 1997      |        |
| 35 | Argos V                                 | Amadeo Gabino                |                                   | 1989      |        |
| 36 | Homenaje a Wilfredo Lam                 | José Villa                   |                                   | 1993      |        |
| 37 | Homenaje a Celaya                       | Macario Castillejos          |                                   | 1990      |        |
| 38 | Toro                                    | Manolo Prieto                |                                   | 1956      |        |
| 39 | El Origen de la Vida                    | Javier Bertomeu              |                                   | 2001      |        |
| 40 | Toro                                    | Juan Ripollés                |                                   | 1998      |        |
| 41 | Éter                                    | Salvador Alberola            |                                   | 1993      |        |
| 42 | Figura                                  | Francisco Badía              |                                   | 1967      |        |
| 43 | Torero                                  | Francisco Badía              |                                   | 1972      |        |
| 44 | Mujer de pie                            | Francisco Badía              |                                   | 1968      |        |
| 45 | Técnica                                 | Alfredo Llorens              |                                   | 1993      |        |
| 46 | Artefacto                               | Julián Abril                 |                                   | 2007      |        |
| 47 | Horologium                              | Amorós                       |                                   | 2006      |        |
| 48 | Camuflaje I (Torre de defensa)          | Arcadi Blasco                |                                   | 1997/2001 |        |
| 49 | Yo en tu lugar, yo frente a ti…         | Amparo Carbonell             | Acero inoxidable pulido espejo    | 1999      |        |
| 50 | Torso H                                 | Joan Cardells                |                                   | 2003      |        |
| 51 | Mentoring                               | Stephen Saly                 |                                   | 2003      |        |
| 52 | Presencias Impercentibles               | Maribel Doménech             |                                   | 1999/2001 |        |
| 53 | Un círculo que no es un círculo         | Fernanda Fragateiro          |                                   | 2008      |        |
| 54 | Gotas de rocío                          | Yolanda Gutiérrez            |                                   | 2007      |        |
| 55 | Pareja                                  | Carmen Grau                  |                                   | 2001      |        |
| 56 | Macetero                                | Manuel H. Mompó              |                                   | 1984      |        |
| 57 | Gladiador                               | Tomás Lara                   | Acero conformado y mármol tallado | 1997      |        |
| 58 | Trípodes, oblicuos y conos              | Ángeles Marco                |                                   | 1999      |        |
| 59 | Cactus                                  | Javier Mariscal              |                                   | 2003/2004 |        |
| 60 | Pléyades                                | Emilio Martínez              | Acero inoxidable                  | 2000      |        |
| 61 | Procesión                               | Toshiharu Miki               |                                   | 1984      |        |
| 62 | Cadascú al seu lloc                     | Evarist Navarro              |                                   | 1992      |        |
| 63 | siglo XXI                               | José Noja                    |                                   | 2000      |        |
| 64 | Pirámide invertida                      | Damián Ortega                |                                   | 2010      |        |
| 65 | Resonatorium                            | José Antonio Orts            |                                   | 2007      |        |
| 66 | Toro                                    | Héctor Guillermo             |                                   | 2000      |        |
| 67 | Yunque                                  | Juan Romero                  |                                   | 2001      |        |
| 68 | Escultura permutacional                 | Francisco Sobrino            |                                   | 2000      |        |
| 69 | Mecánica plástica, sugerencia temporal  | Salvador Soria               |                                   | 2001      |        |
| 70 | Arquitectura del silencio               | Ramón de Soto                |                                   | 1997      |        |
| 71 | Museum                                  | Francisco Tropa              |                                   | 2009      |        |
| 72 | A Dios rogando y con el mazo dando      | VV.AA                        |                                   | 1994      |        |
| 73 | Jump!?                                  | Susanne Bayer                |                                   | 1985      |        |

## Campus de Alcoy
- S/T, 2007. Joan Llavería

## Campus Gandía
- Planetes, màquina eólica. Àlvar Marté
- Sótano, 1987. Natividad Navalón
- Sphere – 90 elements, 2006. Rinus Roelofs
- Torso, 1990. Vicente Ortí

Este Campus Escultórico puede visitarse a lo largo del curso académico, ya que el Fondo de Arte de la UPV organiza visitas guiadas (de una duración aproximada de dos y media a tres horas) dirigidas, tanto a alumnado de Secundaria, como a público en general. Las visitas guiadas han de solicitarse mediante correo electrónico al Área de Gestión Cultural del Vicerrectorado Alumnado y Cultura de la Universitat Politècnica de València.